# Tomiko Suzuki
Tomiko Suzuki (鈴木 富子?, Suzuki Tomiko; Prefettura di Aichi, 3 gennaio 1956 – 7 luglio 2003) è stata una doppiatrice giapponese.
È la voce originale di Amy in Holly e Benji e di Lynn in Ken il guerriero. Ha inoltre partecipato al doppiaggio di Dragon Ball, Dragon Ball Z, Dragon Ball GT, Dragon Ball: La leggenda delle sette sfere e I Cavalieri dello zodiaco.
Il suo ultimo ruolo è quello di Jirachi nel lungometraggio Pokémon: Jirachi Wish Maker. È morta all'età di 47 anni in seguito ad un attacco cardiaco.

## Ruoli interpretati

### Serie animate
- Dancouga (Keitz)
- Dragon Ball Z (Dende, Cargot, Bee, Maron)
- Dragon Ball GT (Maron)
- Ken il guerriero (Lynn)
- Mobile Fighter G Gundam (Cha)
- Transformer - The Headmasters (Daniel Witwicky)

### OAV
- Dragon Ball Z Gaiden: Saiyajin zetsumetsu keikaku (Dende)
- Mobile Suit Gundam 0083: Stardust Memory (meccanica A)

### Film animati
- Dragon Ball - La leggenda delle sette sfere (Panjee)
- Dragon Ball Z - L'invasione di Neo Namek (Dende)
- Dragon Ball Z - L'irriducibile bio-combattente (Maron, Nan)
- Gall Force: Eternal Story (TOIL)
- GoShogun Etranger (infermiera)
- Ken il guerriero (film) (Lynn)
- Pokémon: Jirachi Wish Maker (Jirachi)
- The Sea Prince and the Fire Child (Figli del fuoco)

### Videogiochi
- Clock Tower II: The Struggle Within (Shannon Lewis, Stephanie Tate)